# 보수본류
보수본류(일본어: 保守本流)는 일본 자유민주당의 파벌 계통을 가리키는 말이다. 정책적으로 미일안보체제를 주축으로 한 경무장, 국제 무역을 통한 경제 성장 등의 특색을 지니며 전후 일본의 방향을 결정한 파벌이다.
요시다 시게루가 이끌던 자유당의 계보를 잇는 세력이다. 요시다 학교 출신인 이케다 하야토, 사토 에이사쿠 등 관료 출신들이 중심이 되었으며 하토야마 이치로, 기시 노부스케, 고노 이치로 등을 중심으로 하는 개진당·민주당 계열의 당인파 계통에 맞서 사용됐다. 굉지회와 헤이세이 연구회 계통의 파벌을 말한다.
1960년 이케다가 총재직에 오른 뒤로 1990년대까지 이케다의 파벌 굉지회와 사토의 파벌 주산회(지금의 헤이세이 연구회)가 1990년대까지 자민당의 주류 세력으로 군림했다. 기시의 후계자인 후쿠다 다케오는 분열된 기시의 파벌을 규합하여 사토의 후계자인 다나카 가쿠에이와 격렬한 싸움을 벌였으며(각복전쟁) 매파적 정책을 내세워 대항했다.
한때 자민당의 최대 세력이었던 보수본류는 1990년대부터 보수방류의 거센 공격을 받으며 지금은 보수방류에게 그 자리를 넘겨줬다. 다만 보수방류에 속하는 세이와 정책연구회의 고이즈미 준이치로가 총재로 있을 때 파벌의 색채를 약화시키는 정책이 추진되었으며 자민당 안팎에서 파벌의 이합집산이 이루어져 현재는 보수본류와 보수방류의 구분과 그 실체는 많이 애매해졌고 사실상 사어가 되었다. 분열된 굉지회를 하나로 규합하는 경우에 한 번씩 쓰이는 정도이며 본래 보수방류로 분류되던 세이와 정책연구회는 웹사이트 인사말에서 스스로를 보수본류라 자칭하는 등 지금은 그 의미가 많이 퇴색됐다.

## 역사
1960년 안보투쟁의 여파로 기시가 총재직을 사임하고 이케다가 후임이 되었다. 이케다는 소득 배증 계획을 내걸며 경제 성장 우선 정책을취했고 1964년 하계 올림픽을 개최하는 등 국민들에게 경제 부흥을 실감시켜 주었다. 후임 총재로 취임한 사토는 안정적인 성장으로의 전환을 꾀해 1970년 세계 박람회와 오키나와 반환 등을 실현하여 자민당 정권의 견고한 기반을 쌓았다.
1972년 총재가 된 다나카는 열도 개조를 추진해 신칸센, 고속도로 등 국토 기반을 정비하고 대기업 주도의 경제 체제 하에서 일억총중류를 실현해냈다. 노동조합에 대해서도 정치적 요구를 내거는 노조를 탄압하면서 노사 협조 노선으로 유도했다. 한편, 기업 규제와 공해 대책 정책을 강구하고 사회 보장을 강화하는 등 경제적으로는 좌파적인 모습도 보였다. 대외적으로는 미국과의 동맹 관계를 중시하면서 중일국교정상화를 실현해내고 아시아 외교와 중동 외교를 강화했다. 또한 다나카는 당내 최대 파벌의 영수로 군림하며 막강한 지도력을 발휘했는데 이를 통해 각 부처의 관료들을 장악하고 정부에 대한 당의 우위를 확립해냈다. 하지만 록히드 사건과 같은 금맥을 동원한 정치 수법 등 안 좋은 선례를 남기기도 했다.
록히드 사건으로 1974년 총재직에서 물러난 다나카는 총재직 복귀를 노렸기에 자신의 파벌에서 총재가 나오는 것을 원치 않았다. 이는 자연스럽게 다른 파벌의 영수를 지지하고 대신 각료와 당직의 요직을 다나카파가 차지하는 방식으로 실권을 유지하는 방향으로 흘러가게 됐다. 오히라 마사요시, 스즈키 젠코, 나카소네 야스히로는 모두 다나카파의 지지를 받아 총재가 된 사람들이다. 나카소네 내각 때는 신보수주의의 영향력이 강해져 일본국유철도, 일본전신전화공사, 일본전매공사 등이 민영화됐다. 한편 전후 정치의 총결산을 내건 나카소네는 야스쿠니 신사를 공식 참배하는 등 보수본류와는 다소 거리가 있는 정책도 추진했다.
다나카는 총재 복귀에 강한 열망을 보여 다나카파에서 총재가 나오는 것을 막았지만 이러한 방침에 젊은 의원들은 강한 불만을 가지게 되었다. 이에 뉴리더의 일원이었던 다케시타 노보루가 파벌 내의 파벌인 창정회를 결성했고 이는 곧 경세회로 발전했다. 경세회 창립을 계기로 다나카파는 몰락하고 다케시타파가 당내 최대 파벌이 되었으며 나카소네가 물러난 뒤 나카소네 재정에 따라 다케시타가 총재직에 올랐다. 다케시타는 자민당 내 주력 파벌을 모두 끌어들여 거당 체제를 구축하여 정치권의 오랜 현안이었던 소비세를 도입하는 등의 성과를 이루어냈다. 하지만 또다시 대형 뇌물 수수 사건인 리크루트 사건이 일어나면서 다케시타는 총재직을 내놓았고 이는 국민들의 정치 불신을 키웠다.
1990년대는 장기적인 불황의 시대였는데 자민당은 공공사업을 통해 이를 극복하고자 했으나 경제 구조의 변화를 따라가지 못해 이는 유효한 정책이 되지 못하고 재정 적자만 증가했다. 그러는 와중에도 도쿄 사가와큐빈 사건, 공화 오직 사건, 공공사업의 담합과 같은 부정부패는 끊이지 않았다. 이는 다케시타파에 의한 수의 지배를 받는 자민당이 여론에 무뎌졌다는 비판을 받았다. 하지만 다케시타파는 다케시타, 가네마루 신, 오자와 이치로 등 세 명의 지배를 받는 집단으로 전락하여 이 상황에 제대로 대처하지 못했고 YKK와 같은 당내 비판 세력이 생기게 되었다. 이 무렵 자민당 안팎에선 정치 개혁이 최대 화두가 되었지만 다케시타파 내에서조차 합의가 이루어지지 못하고 이치로쿠 전쟁과 같은 파벌 항쟁에만 몰두했다. 그 여파로 오자와와 하타 쓰토무가 다케시타파를 이탈해 하타파를 창설하기에 이르렀고 다케시타파는 오부치 게이조가 물려받았다.
이케다의 굉지회는 오히라와 스즈키 이후 뉴리더의 일원인 미야자와 기이치가 물려받았다. 하지만 후임 회장을 결정하는 과정에서 고노 요헤이와 아소 다로 등이 파벌을 이탈하는 변화를 겪으면서 가토 고이치가 후임 회장이 되었다. 총리대신 모리 요시로의 지지율이 떨어지자 모리 내각을 무너뜨리기 위해 가토의 난이 일어났지만 난은 실패했고 굉지회는 분열했다.
모리의 뒤를 이어 총재가 된 고이즈미는 경세회의 지지 기반인 우정사업을 해체하고 공공사업을 삭감하여 경세회의 세력을 약화시켰다. 또한 경세회 소속으로 중의원을 장악하고 있던 노나카 히로무와 참의원을 장악하고 있던 아오키 미키오 중 아오키와 제휴하여 경세회의 분열을 꾀했고 치과 의사 연맹 헌금 사건을 계기로 하시모토 류타로가 정계를 은퇴하면서 총재 후보도 내지 못하는 사태까지 직면했다.
민주당의 유력 멤버였던 오자와, 하토야마 유키오, 오카다 가쓰야는 경세회 출신으로 민주당 내 파벌이었던 일신회는 보수본류의 흐름을 잇는 세력이었다. 간 나오토 역시 "지금은 민주당이 보수본류다"라고 말하기도 했다.

## 보수본류의 흐름을 잇는 파벌
- 헤이세이 연구회(모테기파)
- 굉지회(기시다파)
- 지공회(아소파)
- 유인회(다니가키 그룹)